# Henry Nottidge Moseley
Henry Nottidge Moseley (* 14. November 1844 in Wandsworth, London; † 10. November 1891) war ein britischer Mediziner und Biologe. Sein offizielles botanisches Autorenkürzel lautet „H.Moseley.“

## Leben und Wirken
Moseley war der Sohn von Henry Moseley. Er besuchte die Harrow School und Exeter College und studierte an der Universität Oxford und Medizin an der Universität London. Ab 1879 war er an der Universität London und ab 1881 auf dem Linacre-Lehrstuhl für menschliche und vergleichende Anatomie an der Universität Oxford (Merton College). In den 1880er Jahren war er an der Einrichtung des Pitt Rivers Museum in Oxford beteiligt, einer Sammlung anthropologischer Objekte.
Er nahm an Expeditionen nach Ceylon, Kalifornien und Oregon teil, ist aber vor allem wegen seiner Beteiligung an der Challenger-Expedition von 1872 bis 1876 bekannt, über die er auch einen Erlebnisbericht verfasste. Er selbst befasste sich mit verschiedenen Wirbellosen (Mollusken, Korallen, Arthropoden), aber auch mit Anthropologie.
1881 heiratete er Amabel Gwyn Jeffreys, die Tochter des Konchologen John Gwyn Jeffreys. Der Physiker Henry Gwyn Jeffreys Moseley war ihr Sohn. 

## Ehrungen
1879 wurde er Fellow der Royal Society, deren Royal Medal er 1887 erhielt und deren Croonian Lecture er 1878 hielt.

## Schriften (Auswahl)
- Notes by a naturalist on the Challenger. 1879. 
  - 2. Auflage, 1892.